# Laurențiu Mircea Popescu
Laurențiu Mircea Popescu (n. 15 aprilie 1944, Câmpulung, Muscel, România – d. 3 august 2015, București, România) a fost un medic român, profesor în cadrul Universității de Medicină și Farmacie „Carol Davila“, membru titular al Academiei Române, președinte al Academiei de Științe Medicale în perioada 2006-2011, senator în legislatura 2000-2004, ales în municipiul București pe listele partidului PDSR care a devenit PSD din iunie 2001. 

## Educație
A absolvit Facultatea de Medicină din București ca șef de promoție, apoi, tot aici, a obținut doctoratul în științe medicale, în 1972. Și-a continuat specializarea în Olanda, la Universitatea din Leiden (1977)  și în SUA (1981).

## Activitate profesională
Laurențiu Mircea Popescu a demonstrat, în premieră mondială, prin metode citochimice, ultrastructurale și de microanaliză cu raze X, rolul fundamental al reticulului sarcoplasmic în reglarea dependentă de calciu a contracției musculare netede. A studiat rolul semnalizării intercelulare mediată de hidroliza fosfoinozitidelor membranare în contracția musculară netedă, contracția mușchiului cardiac, mecanisme de apărare imună. În 2005, a descoperit al treilea tip de sinapsă, sinapsa stromală, în afară de sinapsa neuronală, descoperită în 1897 și de cea imunologică din 1983.
Laurențiu Mircea Popescu a condus un grup de cercetători care a descoperit telocitele, denumite inițial celulele Popescu sau celule interstițiale de tip Cajal, celule cu un corp mic dar cu prelungiri extrem de lungi existente în corpul uman.
Laurențiu Popescu a fost rector al Universității de Medicină și Farmacie „Carol Davila” din București în perioada 1992-2004 și președinte al Secției de Științe Medicale a Academiei Române între anii 2006-2014. Din 1993, a fost directorul general al Institutului Național „Victor Babeș” din București.
În cadrul activității sale parlamentare, Laurențiu Mircea Popescu a fost membru în grupurile parlamentare de prietenie cu Republica Cipru și Republica Finlanda.

## Recunoaștere
Mai multe universități prestigioase i-au acordat lui Laurențiu Mircea Popescu titlul de doctor honoris causa. De asemenea, i-au fost decernate premii și distincții, printre care: Premiul „Victor Babeș” al Academiei Române (1985); Medalia de Argint a Academiei din Paris, Universitatea „René Descartes” (1993); Medalia de Aur a Universității „René Descartes” (1998); Ordinul Național „Serviciu credincios” în grad de comandor (2000); Medalia de Merit a Societății Internaționale pentru Studiul Cordului (2001); Medalia de Aur a Academiei Internaționale „Albert Schweitzer” (2002); Premiul pentru cea mai bună carte de specialitate acordat de Colegiul Medicilor din România (2002 - Dicționar de imunologie medicală); Diplomă de Excelență Universitară acordată de Universitatea de Medicină și Farmacie „Grigore T. Popa” Iași (2004); Diplomă de Excelență Academică acordată de Universitatea de Medicină și Farmacie „Carol Davila” București (2004); Medalia de Aur a Universității „Vasile Goldiș” din Arad (2005); Premiul pentru cea mai bună contribuție științifică acordat în 2006 la Simpozionul Cajal din București.
În iunie 2012, în cadrul celui de-al zecelea Congres Internațional al Societății de Medicină Adaptativă, a primit Medalia de merit a Academiei Internaționale de Cercetări Cardiovasculare.